# SCL Tigers
SCL Tigers (celým názvem: Schlittschuh-Club Langnau Tigers) je švýcarský klub ledního hokeje, který sídlí v obci Langnau im Emmental v kantonu Bern. Založen byl v roce 1946 pod názvem SC Langnau. Svůj poslední název nese od roku 1999. Švýcarským mistrem se stalo Langnau v sezóně 1975/76. Od sezóny 2015/16 působí v National League, švýcarské nejvyšší soutěži ledního hokeje. Klubové barvy jsou červená a žlutá.
Své domácí zápasy odehrává v Ilfishalle s kapacitou 6 050 diváků.

## Historické názvy
Zdroj: 
- 1946 – SC Langnau (Schlittschuh-Club Langnau)
- 1999 – SCL Tigers (Schlittschuh-Club Langnau Tigers)

## Získané trofeje
- Championnat / National League A ( 1× )
  - 1975/76

## Přehled ligové účasti
Zdroj: 
- 1952–1953: 1. Liga (3. ligová úroveň ve Švýcarsku)
- 1953–1954: National League B (2. ligová úroveň ve Švýcarsku)
- 1955–1961: National League B Ost (2. ligová úroveň ve Švýcarsku)
- 1961–1985: National League (1. ligová úroveň ve Švýcarsku)
- 1985–1987: National League B (2. ligová úroveň ve Švýcarsku)
- 1987–1988: National League (1. ligová úroveň ve Švýcarsku)
- 1988–1991: National League B (2. ligová úroveň ve Švýcarsku)
- 1991–1992: 1. Liga (3. ligová úroveň ve Švýcarsku)
- 1992–1993: National League B (2. ligová úroveň ve Švýcarsku)
- 1993–1994: 1. Liga (3. ligová úroveň ve Švýcarsku)
- 1994–1998: National League B (2. ligová úroveň ve Švýcarsku)
- 1998–2013: National League (1. ligová úroveň ve Švýcarsku)
- 2013–2015: National League B (2. ligová úroveň ve Švýcarsku)
- 2015– : National League (1. ligová úroveň ve Švýcarsku)

## Jednotlivé sezóny
| Švýcarsko (1992 – ) |                  |                                           |                           |
| Sezona              | Umístění v ZČ    | Play-off                                  | Češi                      |
| 1998/1999           | 10. místo        | Ne                                        |                           |
| 1999/2000           | 10. místo        | Ne                                        |                           |
| 2000/2001           | 9. místo         | Ne                                        |                           |
| 2001/2002           | 10. místo        | Ne                                        |                           |
| 2002/2003           | 11. místo        | Ne                                        |                           |
| 2003/2004           | 12. místo        | Ne                                        |                           |
| 2004/2005           | 11. místo        | Ne                                        |                           |
| 2005/2006           | 12. místo        | Ne                                        |                           |
| 2006/2007           | 11. místo        | Ne                                        |                           |
| 2007/2008           | 10. místo        | Ne                                        | Václav Varaďa, Radek Duda |
| 2008/2009           | 9. místo         | Ne                                        |                           |
| 2009/2010           | 11. místo        | Ne                                        |                           |
| 2010/2011           | 6. místo         | Čtvrtfinále Prohra s SC Bern 0 : 4        |                           |
| 2011/2012           | 10. místo        | Ne                                        | Vojtěch Polák             |
| 2012/2013           | 12. místo        | Ne                                        | Jaroslav Hübl             |
| 2013/2014           | 2. ligová úroveň | 2. ligová úroveň                          | Tomáš Kůrka, Josef Straka |
| 2014/2015           | 2. ligová úroveň | 2. ligová úroveň                          |                           |
| 2015/2016           | 11. místo        | Ne                                        | Rostislav Olesz           |
| 2016/2017           | 10. místo        | Ne                                        |                           |
| 2017/2018           | 9. místo         | Ne                                        |                           |
| 2018/2019           | 6. místo         | Čtvrtfinále Prohra s HC Lausanne 3 : 4    |                           |
| 2019/2020           | 11. místo        | play-off zrušeno kvůli pandemii covidu-19 |                           |
| 2020/2021           | 12. místo        | Ne                                        |                           |
| 2021/2022           | 12. místo        | Ne                                        |                           |
| 2022/2023           | 13. místo        | Ne                                        |                           |
| 2023/2024           | 11. místo        | Ne                                        |                           |
| 2024/2025           |                  |                                           | Jiří Felcman              |

## Účast v mezinárodních pohárech
Zdroj: 
Legenda: SP - Spenglerův pohár, EHP - Evropský hokejový pohár, EHL - Evropská hokejová liga, SSix - Super six, IIHFSup - IIHF Superpohár, VC - Victoria Cup, HLMI - Hokejová liga mistrů IIHF, ET - European Trophy, HLM - Hokejová Liga mistrů, KP – Kontinentální pohár
- EHP 1976/1977 – 3. kolo